# Kamgökstekel
Kamgökstekel (Evagetes pectinipes) är en stekelart som först beskrevs av Carl von Linné 1758.  Kamgökstekel ingår i släktet Evagetes, och familjen vägsteklar. Arten är reproducerande i Sverige.